# Homalium grandiflorum
Homalium grandiflorum är en videväxtart som beskrevs av George Bentham. Homalium grandiflorum ingår i släktet Homalium och familjen videväxter. Utöver nominatformen finns också underarten H. g. javanicum.

## Bildgalleri

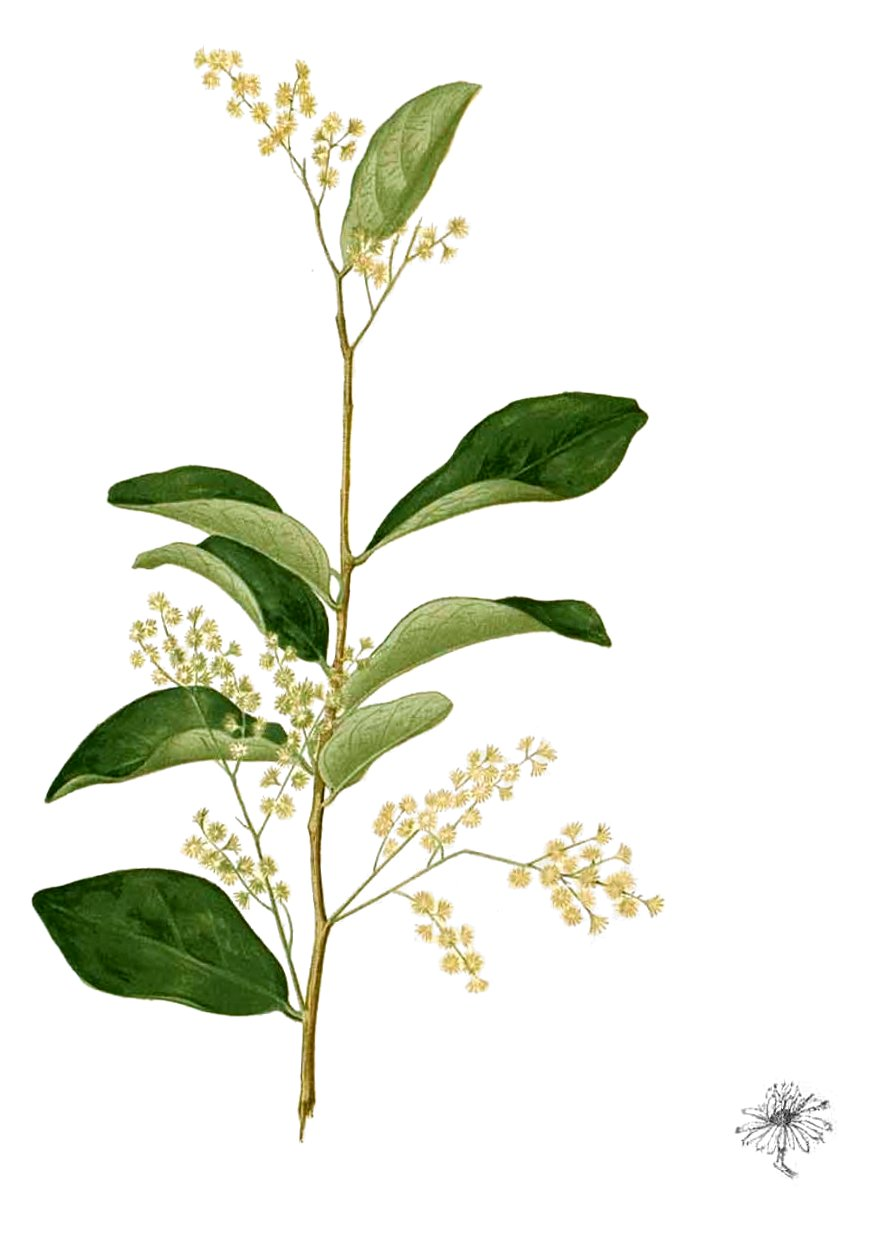
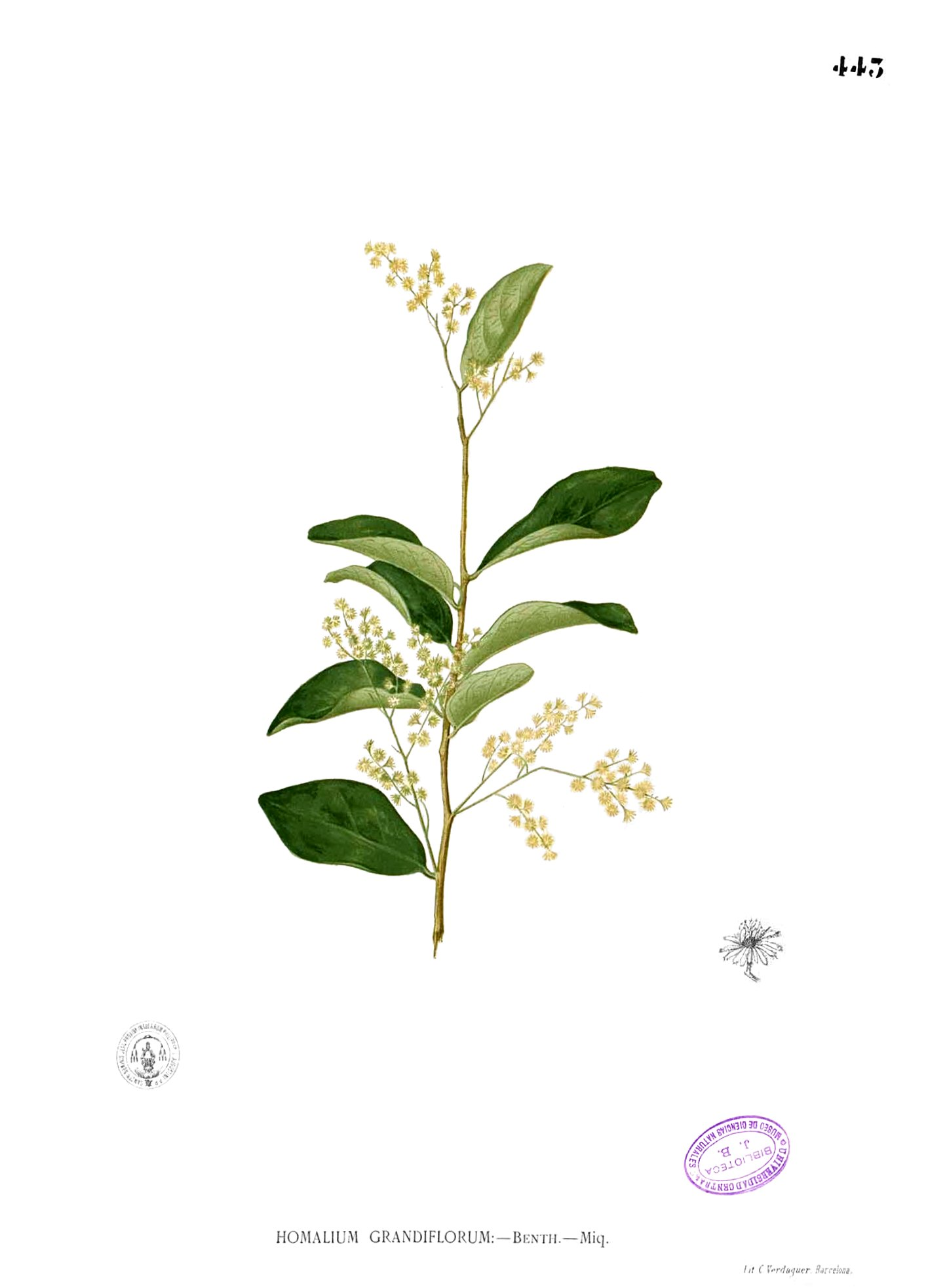